# 心理士
心理士（しんりし、英: psychologist）とは、心理業務に従事する者を指す。心理職とも呼ぶ。また、臨床心理士を始めとした「心理士」の名称がつく資格の有資格者を指す呼称としても用いられることがある。

## 概要
心理学関連業務を行う者は、心理学的知識を心理療法など実践的な業務に生かす者と、心理および心理学自体の研究を業務とする者に大別される。前者のことを「心理士」「職業心理学者」と呼び、後者のことを「心理学者」「心理学研究者」と呼ぶ。英語ではどちらもpsychologistと訳される。
「心理学者」「心理学研究者」には、基礎系心理学・実験系心理学分野と呼ばれる「全般的な人間心理」に焦点をあてる立場と、応用心理学分野と呼ばれる「特定の人間心理」に焦点をあてる立場がある。
一方、「心理士」「職業心理学者」は、臨床心理学や教育心理学など、応用心理学分野の立場が大勢を占め、臨床心理士などの職業資格を有していることが多い。また、高度な専門的知識を修めた者は、博士号や修士号の学位を有している。
なお、ポリティカル・コレクトネスの観点からの表記や任用資格の表記の場合には、「心理師」「心理司」とする場合がある。

## 歴史
心理士は専門的な知識、技術を必要とする職業であるため、その専門性を保証する資格が望まれるが、日本には未だ心理職の国家資格が存在せず名称独占等の法的規制がない。
こうした現状を問題視し、心理士の国家資格を作ろうとする動きが数十年前からあり、臨床心理学関係の学会の分裂や対立を引き起こしてきた。その結果、種々の学会を母体とする種々の民間資格が乱立する状況になっている。こうした中で、日本心理臨床学会を母体として組織された、日本臨床心理士資格認定協会の認定する「臨床心理士」資格は、修士修了を要件とするなど、教育システムも整備されている。大学院で「臨床心理士養成」を銘打つところが多く存在し、公立学校のスクールカウンセラーの要件のひとつになっていたり、医療機関の応募資格になっていたりしている。臨床心理士は、医療、教育、福祉、司法などの「領域横断的な資格」、「大学院修士修了」、「医師とは連携関係を保ち、心理面に関して同等の権限をもつ」資格である。
1970年代には、臨床心理学の国内学会は日本臨床心理学会だけであったが、心理学の資格制定についての意見の対立から、1982年に資格制定に積極的であったグループが飛び出し、「臨床」と「心理」をひっくり返した日本心理臨床学会を設立し分裂した。飛び出した日本「心理臨床」学会の方が作った資格が「臨床心理士」である。現在は飛び出した日本心理臨床学会の方が会員数も圧倒的に多く、日本心理学会を抜いて、日本における心理学関係の学術団体の中で最大の会員数を誇る。一方分裂後の日本臨床心理学会は分裂当初、資格反対を表明していたが、後述の旧厚生省の全心協設立の動きに呼応し、臨床心理士とは違う心理職の資格推進にまわった。資格反対の勢力は日本社会臨床学会を作り、再分裂した。
一方、医師関連団体は、旧厚生省を動かし、全国保健・医療・福祉心理職能協会（通称: 全心協）という団体を作り、医師関連団体に都合のいい資格を提案した。それは、「心理士に対する医師の指示」「医療領域限定」「学部卒（一部専門卒も可という解釈もできると言われている）」の資格である。学部卒のため人件費が安くすみ、相対的に学歴が低く医師の指示が規定されているため、医師の意見に反論できない心理士を求めたのである。また医療関係のカリキュラムを短い年限で詰め込むため、人文社会科学の学習機会が少なく、全人的なかかわりができる心理士を養成する意図はないようである。全心協は、医療機関の経営者から従業員である心理士を勧誘するなどして、現在では600人以上の会員数に及んでいると言われている。しかし、会員名簿が公表されておらず、執行部の選出も不透明であり、個々の会員が意見を言う機会もほとんどない。一部の執行部が機関誌を発行したり、研修を行っている。
このような流れから、2005年には全心協が中心になり、医療心理師という国家資格を作る動きが急浮上し、議員連盟をつくり、議員立法の寸前にまで漕ぎ着けた。危機感をもった臨床心理士会側も、臨床心理士推進の議員連盟を設立した。医療心理師推進と臨床心理士推進の両議員連盟が話し合い、医療心理師と臨床心理士の両方を一法案で議員立法化する案で落ち着いた。いわゆる「ニ資格一法案」である。しかし、医療心理師のみの立法化のときは賛成していた、日本医師会、日本精神病院協会、日本精神科診療所協会、日本精神神経学会などの医療関連団体が、立法化直前に各議員に反対表明を送り、この法案は凍結となり、現在にいたっている。この反対表明は急遽作られたためか、誤解と矛盾が多く、感情的な内容であった。この反対表明は、現在、日本精神病院協会側は「正式なものではない」とコメントしており、臨床心理士会側も「当会に何も意見を寄せられていないので、回答できない」としている。
日本では、上述のような医師絶対支配の医療体制が、大学院修了レベルの国家資格制定を阻んできたが、世界的にみると大学院修了レベルの心理士の国家資格が、一般的である。欧米はもちろん日本より学問的には後発の韓国や中国でも、大学院修了レベルの心理士の国家資格ができている。